# 阿穆達齊胡爬鰍
阿穆達齊胡爬鰍（學名：Dzihunia amudarjensis）為輻鰭魚綱鯉形目條鰍科齊胡爬鰍屬的其中一種。分布於亞洲阿富汗及烏茲別克的阿姆河流域，體長可達16公分，棲息在礫石底層水域，生活習性不明。

## 扩展阅读
維基物種上的相關：阿穆達齊胡爬鰍